# Catar en los Juegos Olímpicos de la Juventud 2018
Catar compitió en los Juegos Olímpicos de la Juventud 2018 en Buenos Aires, Argentina, celebrados entre el 6 y el 18 de octubre de 2018. Obtuvo dos medallas doradas en los juegos.

## Medallero
| Medalla       | Oro | Plata | Bronce | Total |
| ------------- | --- | ----- | ------ | ----- |
| Total oficial | 2   | 0     | 0      | 2     |

## Disciplinas

### Ecuestre
Catar clasificó a un corredor en base a su clasificación en el Ranking FEI World Jumping Challenge.
- Salto individual - 1 atleta